# Revisionssicherheit
Der Begriff Revisionssicherheit bezieht sich auf die revisionssichere Archivierung für elektronische Archivsysteme. Der Begriff orientiert sich am Verständnis der Revision aus wirtschaftlicher Sicht und betrifft aufbewahrungspflichtige oder aufbewahrungswürdige Informationen und Dokumente.
In Deutschland müssen elektronische Archivsysteme den Anforderungen des Handelsgesetzbuches (§ 239, § 257), der Abgabenordnung (§ 146, § 147), den Grundsätzen zur ordnungsmäßigen Führung und Aufbewahrung von Büchern, Aufzeichnungen und Unterlagen in elektronischer Form sowie zum Datenzugriff (GoBD) und weiteren steuerrechtlichen und handelsrechtlichen Vorgaben entsprechen.
Der Begriff revisionssichere Archivierung wurde 1992 von Ulrich Kampffmeyer geprägt und vom Fachverband der Dokumentenmanagementbranche, Verband Organisations- und Informationssysteme (VOI) in einem „Code of Practice“ im Jahr 1996 allgemeingültig veröffentlicht. Revisionssicherheit bezieht sich rückblickend auf die Prüfbarkeit des eingesetzten Verfahrens der Aufbewahrung und somit nicht nur auf technische Komponenten, sondern auf die gesamte Lösung. Revisionssicherheit schließt sichere Abläufe, die Organisation des Anwenderunternehmens, die ordnungsgemäße Nutzung, den sicheren Betrieb und den Nachweis in einer Verfahrensdokumentation ein. Wesentliches Merkmal revisionssicherer Archivsysteme ist, dass die Informationen wieder auffindbar, nachvollziehbar, unveränderbar und verfälschungssicher archiviert sind. Revisionssichere Archivierung ist ein wesentlicher Bestandteil für die Compliance von Informationssystemen.

## Merkmale der Revisionssicherheit bei der elektronischen Archivierung
In Ableitung der HGB-Vorschriften gelten folgende Kriterien für die Revisionssicherheit:
- Richtigkeit
- Vollständigkeit
- Sicherheit des Gesamtverfahrens
- Schutz vor Veränderung und Verfälschung
- Sicherung vor Verlust
- Nutzung nur durch Berechtigte
- Einhaltung der Aufbewahrungsfristen
- Dokumentation des Verfahrens
- Nachvollziehbarkeit
- Prüfbarkeit

Die Anforderungen und deren Umsetzung sind dem HGB, der AO und detailliert den GoBD zu entnehmen.
Der Begriff Revisionssicherheit oder revisionssichere Archivierung wird inzwischen auch auf die Archivierung von Informationen außerhalb des handels- und steuerrechtlichen Bereichs angewendet und synonym mit der verfälschungssicheren, langzeitigen Archivierung elektronischer Informationen benutzt.

## Zertifizierung der Revisionssicherheit von elektronischen Archivsystemen
Die Überprüfung der Einhaltung der Vorgaben und die Zertifizierung von elektronischen Archivsystemen, bzw. in kaufmännische Anwendungen oder Dokumentenmanagement integrierte Archivkomponenten, erfolgen in der Regel durch Wirtschaftsprüfer beim Anwender vor Ort. Seitens des Institut der Wirtschaftsprüfer in Deutschland e. V. gibt es hierfür mit den IDW RS FAIT 3 (Fachausschuss für Informationstechnologie) eigene Vorgaben.
Die Einhaltung der Revisionssicherheit kann auf Grundlage einer Verfahrensdokumentation auch durch TÜViT zertifiziert werden. Basis hierfür sind die Prüfkriterien für Dokumentenmanagementlösungen (PK-DML) des VOI e. V.
Allgemein gültige Zertifizierungen für die Revisionssicherheit einzelner Hardware- oder Softwareprodukte wie z. B. optische Speicher gibt es nicht. Die GoBD messen Zertifikaten Dritter keine Bedeutung zu. Die Revisionssicherheit einer Lösung wird individuell beim einzelnen Anwenderunternehmen geprüft und beinhaltet die Ordnungsmäßigkeit des gesamten Verfahrens, die Nutzung der eingesetzten Hard- und Softwaresysteme, die Qualität der Informationen und Prozesse sowie den sicheren Betrieb. Der ausschließliche Betrieb eines elektronischen Dokumentenmanagements ist somit also nicht ausreichend.